# 松沢貞逸
松沢 貞逸（まつざわ ていいつ、1889年 - 1926年）は、長野県北城村（現白馬村）一帯で活動した事業家。旅館経営の傍ら、日本初の近代登山のための山小屋経営を行ったことで登山史に記されるほか、貸し切り自動車（タクシー）の運行、山案内人組合の結成、スキーの普及など地域振興にも貢献した。

## 略歴
- 1889年7月8日 - 現白馬駅前のヤマキ旅館（ヤマキはひとがしらの下に木の合字）の経営者の長男として生まれる。
- 1897年 - 父親の死去により家督を相続。
- 1900年 - 白馬岳に登頂し、登山に興味を持つ。
- 1905年 - 白馬岳山頂直下に設けられていた測量小屋（岩室）の使用権を獲得[1]。
- 1906年 - 日本初の営業小屋（白馬山荘）を開設。
- 1915年 - 木造二階建ての山小屋に改築。
- 1916年 - 白馬大雪渓の取りつきに白馬尻山荘を開業。
- 1919年 - 四ツ谷登山案内者組合（白馬山案内人組合の前身）を組織。初代組合長に就任。
- 1922年 - T型フォードを2台購入。北城自動車合資会社を設立。
- 1924年 - 北城村スキークラブの結成を通じてスキーの普及に尽力[2]。
- 1926年 - 仕事先からの帰途、木崎湖湖畔の道路で自動車事故に遭い死亡。満37歳。

## 顕彰・行事
- 白馬山荘付近にレリーフが設置されている。

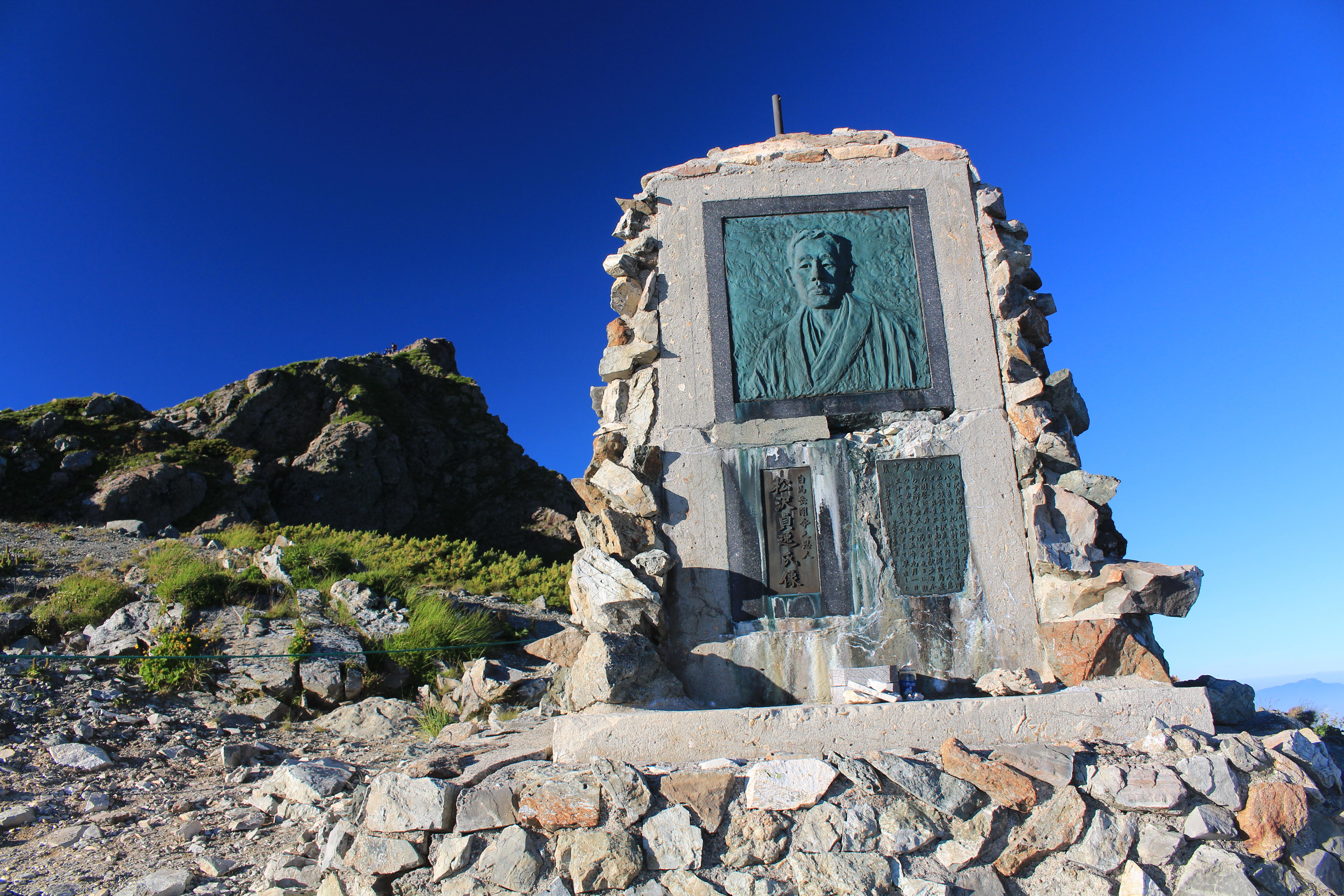
松沢貞逸のレリーフ

- 毎年5月第4日曜日に行われる白馬山開山式は、「貞逸祭」として開催されている[3]。